# Deutsche Fechtmeisterschaften 2014
Bei den Deutschen Fechtmeisterschaften 2014 wurden Einzel- und Mannschaftswettbewerbe im Fechtsport im Olympiastützpunkt Tauberbischofsheim sowie in Nürnberg und Solingen ausgetragen. Die Meisterschaften wurden vom Deutschen Fechter-Bund organisiert.

## Säbel
Die Deutschen Einzel- und Mannschaftsmeisterschaften 2014 wurden am 29. (Einzel) und 30. März 2014 (Mannschaft) in Nürnberg ausgefochten.

### Herrensäbel
| Platz | Sportler        | Verein                |
| ----- | --------------- | --------------------- |
| 1     | Matyas Szabo    | TSV Bayer Dormagen    |
| 2     | Max Hartung     | TSV Bayer Dormagen    |
| 3     | Benedikt Wagner | TSV Bayer Dormagen    |
| 3     | Björn Hübner    | FC Tauberbischofsheim |

### Herrensäbel (Mannschaft)
| Platz | Verein                | Sportler                                                   |
| ----- | --------------------- | ---------------------------------------------------------- |
| 1     | TSV Bayer Dormagen    | Nicolas Limbach Max Hartung Benedikt Wagner Matyas Szabo   |
| 2     | FC Tauberbischofsheim | Jonathan Sauer Björn Hübner Constantin Krause Andreas Falb |
| 3     | TSG Eislingen         | Florian Lehnert Thomas Görzen Bastian Latzko Simon Rapp    |

### Damensäbel
| Platz | Sportler          | Verein                  |
| ----- | ----------------- | ----------------------- |
| 1     | Sibylle Klemm     | TSV Bayer Dormagen      |
| 2     | Anna Limbach      | TSV Bayer Dormagen      |
| 3     | Alexandra Bujdosó | Königsbacher SC Koblenz |
| 3     | Larissa Eifler    | TV Wetzlar              |

### Damensäbel (Mannschaft)
| Platz | Verein                | Sportler                                                           |
| ----- | --------------------- | ------------------------------------------------------------------ |
| 1     | TSV Bayer Dormagen    | Judith Kusian Davina Hirzmann Anna Limbach Sibylle Klemm           |
| 2     | TSG Eislingen         | Julia Pressmar Miriam Ahrens Valentina Volkmann Ann-Sophie Kindler |
| 3     | FC Tauberbischofsheim | Lisa Freudenberger Lea Ottenbacher Jasmin Bührle Nele Grodde       |

## Florett
Die Deutschen Samsung Meisterschaften 2014 fanden vom 10. bis 11. Mai 2014 in Tauberbischofsheim statt. Am 10. Mai wurden die Einzelwettbewerbe ausgefochten, am 11. Mai die Mannschaftswettbewerbe.

### Herrenflorett
| Platz | Sportler           | Verein                |
| ----- | ------------------ | --------------------- |
| 1     | Moritz Kröplin     | OFC Bonn              |
| 2     | Peter Joppich      | CTG Koblenz           |
| 3     | Johann Gustinelli  | FC Tauberbischofsheim |
| 3     | Sebastian Bachmann | FC Tauberbischofsheim |

### Herrenflorett (Mannschaft)
| Platz | Verein                | Sportler                                                          |
| ----- | --------------------- | ----------------------------------------------------------------- |
| 1     | OFC Bonn              | Moritz Kröplin Marius Braun Aljoscha Gollan Dominik Schoppa       |
| 2     | FC Tauberbischofsheim | Sebastian Bachmann Johann Gustinelli Niklas Uftring Andrej Raisch |
| 3     | TSG Weinheim          | Felix Klein Ciaran Veitenheimer Georg Dörr                        |

### Damenflorett
| Platz | Sportler            | Verein                |
| ----- | ------------------- | --------------------- |
| 1     | Sandra Bingenheimer | FC Tauberbischofsheim |
| 2     | Carolin Golubytskyi | FC Tauberbischofsheim |
| 3     | Anne Sauer          | FC Tauberbischofsheim |
| 3     | Katja Wächter       | FC Tauberbischofsheim |

### Damenflorett (Mannschaft)
| Platz | Verein                | Sportler                                                         |
| ----- | --------------------- | ---------------------------------------------------------------- |
| 1     | FC Tauberbischofsheim | Carolin Golubytskyi Katja Wächter Anne Sauer Sandra Bingenheimer |
| 2     | OFC Bonn              | Franziska Schmitz Charlotte Krause Julia Braun Valentina Moor    |
| 3     | SC Berlin             | Martina Zacke Rahel Bartholme Jessica Kinzel Kim Kirschen        |

## Degen
Die Deutschen Einzel- und Mannschaftsmeisterschaften 2014 wurden vom 21. bis 22. Juni 2014 in Solingen ausgetragen (Einzel am Samstag, Mannschaft am Sonntag).

### Herrendegen
| Platz | Sportler         | Verein                |
| ----- | ---------------- | --------------------- |
| 1     | Nikolaus Bodoczi | FC Offenbach          |
| 2     | Stephan Rein     | Heidenheimer SB       |
| 3     | Norman Ackermann | FC Tauberbischofsheim |
| 3     | Jens Kientzle    | SV Böblingen          |

### Herrendegen (Mannschaft)
| Platz | Sportler                | Verein                                                            |
| ----- | ----------------------- | ----------------------------------------------------------------- |
| 1     | Heidenheimer SB         | Niklas Multerer Stephan Rein Constantin Böhm Florian Maunz        |
| 2     | FC Tauberbischofsheim   | Norman Ackermann Rouven Ackermann Richard Schmidt Fabian Herzberg |
| 3     | TSV Bayer 04 Leverkusen | Falk Spautz Christoph Kneip Tim Kuchalski Lukas Bellmann          |

### Damendegen
| Platz | Sportler              | Verein                  |
| ----- | --------------------- | ----------------------- |
| 1     | Beate Christmann      | FC Tauberbischofsheim   |
| 2     | Imke Duplitzer        | TSG Halle-Neustadt      |
| 3     | Maria Hugas Mallorqui | Heidelberger FC         |
| 3     | Marijana Marković     | TSV Bayer 04 Leverkusen |

### Damendegen (Mannschaft)
| Platz | Sportler                | Verein                                                                  |
| ----- | ----------------------- | ----------------------------------------------------------------------- |
| 1     | Heidenheimer SB         | Anja Schünke Ricarda Multerer Alexandra Ehler Kristin Werner            |
| 2     | TSV Bayer 04 Leverkusen | Marijana Marković Alexandra Ndolo Lina Schneider Edina Bekefi           |
| 3     | WMTV Solingen           | Stephanie Suhrbier Janna Reimer Kim Treudt-Gösser Jana-Charlotte Göhner |